# الخذروف (قصة قصيرة)
الخذروف (بالألمانية: Der Kreisel) قصة قصيرة ألمانية من تأليف الكاتب التشيكي فرانز كافكا، كتبها في الفترة من عام 1917 وحتى 1923.

## القصة
القصة تتحدث عن فيلسوف يعتقد بإمكانية معرفة كل شيء في الوجود معرفة تامة إذا كان بالإمكان فهم عنصر واحد منه فقط. ومن أجل ذلك فهو يحاول الإمساك بخذروف صبي بينما يدور ليصل من خلال دورانه إلى المعرفة العامة، ويأمل أنه سيستمر في الدوران بين يديه، ولكنه دائماً يتوقف عن الحركة في اللحظة التي يلتقطه فيها. فالفيلسوف عندما يصب كامل تركيزه على الخذروف وحده، فهو بذلك يتجاهل القوى التي تجعل الخذروف يتحرك.

## وصلات خارجية
- 3 قصص من فرانز كافكا (من ضمنها "الخذروف")، ترجمة يسري خميس المحامي، صحيفة الأهرام، العدد (45448)، نشر في يوم الجمعة 13 مايو 2011.